# HD 73887
HD 73887，又名CP-62 1058，SAO 250288、HR 3432，是一颗恒星，视星等为5.47，位于銀經278.15，銀緯-12.99，其B1900.0坐标为赤經8h 35m 32.3s，赤緯-62° -12.99′ 6″。